# Lapis Re:Lights ～這個世界的偶像會用魔法～
《Lapis Re:Lights ～這個世界的偶像會用魔法～》（日语：ラピスリライツ 〜この世界のアイドルは魔法が使える〜）是由KLab和KADOKAWA發起的跨媒體企劃。朝野始編劇，U35擔綱角色設計。
電視動畫《Lapis Re:Lights》由2020年7月4日起播映。

## 發展
2017年9月21日，KLab和KADOKAWA在東京電玩展2017宣布開展名為「ProjectPARALLEL」的跨媒體企劃，以「魔法」和「偶像」為主題，將着手發行手機遊戲以及其他跨媒體作品。
2019年2月，KLab公布將和中國公司盛大遊戲（2019年4月改名為「盛趣遊戲」）共同開發手機遊戲。
2021年12月14日，手機遊戲《Lapis Re:Lights ～這個世界的偶像會用魔法～》於日本發行。2022年8月31日，遊戲官方宣布將於10月31日結束營運。目前網站已經關閉。

## 登場人物

### LiGHTs
以隊長提亞菈為中心的團體。等級：青階-->赤階。概念是「我們將成為新的『光』」。
緹亞拉（Tiara，聲：安齋由香里）
年齡：16歲、生日：8月7日、身高：156cm、三圍：83/57/81、血型：A型、出身：維爾蘭德
維爾蘭德的第二公主，對身邊的人隱瞞這件事。擅長使用植物相關的魔法，對園藝很有興趣。
洛賽塔（Rosetta，聲：久保田梨沙）
年齡：16歲、生日：9月6日、身高：164cm、三圍：79/56/81、血型：A型、出身：維爾蘭德
緹亞拉的兒時玩伴。
拉薇（Lavie，聲：向井莉生）
年齡：16歲、生日：5月23日、身高：152cm、三圍：87/57/83、血型：B型、出身：マルルセイユ
自稱王牌的自信家。運動全能，但是不擅長唸書。
艾希莉（Ashley，聲：佐伯伊織）
年齡：17歲、生日：2月9日、身高：163cm、三圍：82/58/81、血型：O型、出身：ドルトガルド
騎士家族出身，個性認真。
莉奈特（Lynette，聲：山本瑞稀）
年齡：15歲、生日：4月23日、身高：154cm、三圍：92/59/87、血型：O型、出身：マルルセイユ
對書本有強烈的愛好，實際上喜歡妄想。相當仰慕傳說中的團體Ray。

### 口袋甜心
口袋甜心（シュガーポケッツ），等級：青階-->赤階。招呼語：「要來偷走你們大家的心了！」。於動畫第7話中舉辦魔法演唱會演唱《任性焦糖》（わがままキャラメリゼ）。
菈圖菈（Ratura，聲：早瀨雪未）
年齡：15歲、生日：7月17日、身高：165cm、三圍：85/57/82、血型：AB型、出身：フィレンツァ
在餐廳打工。和莉奈特有共同的愛好。
香蓓（Champe，聲：廣瀨世華）
年齡：14歲、生日：10月3日、身高：140cm、三圍：71/54/70、血型：A型、出身：マルルセイユ
屬於芭蕾社（實際上是洽芭蕾社，音同酒店）。
瑪莉貝麗（Maryberry，聲：赤尾光）
年齡：14歲、生日：4月18日、身高：139cm、三圍：68/53/69、血型：O型、出身：維爾蘭德
屬於魔法道具研究會（MIT）的天才發明家，生性害羞不擅表達，因此用名為「貝麗版」的魔法道具代為發言。體力很差。

### Sadistic★Candy
等級：赤階。兩人組合。招呼語：「卡嚕嚕！哈囉哈囉！兩個人加起來就是Sadistic★Candy」。於動畫第5話中於「雙六」遊戲中演唱「Positive★Paradise」。
安潔莉卡（Angelica，聲：雨宮夕夏）
年齡：18歲、生日：6月12日、身高：172cm、三圍：88/59/87、血型：AB型、出身：維爾蘭德
停止活動的前偶像。被喊老太婆會暴怒。
露西菲爾（Lucifer，聲：松田利冴）
年齡：16歲、生日：6月12日、身高：146cm、三圍：73/55/76、血型：A型、出身：不明
擁有芙洛拉女子學院中第一的魔力卻總是翹課的問題兒童。沉迷桌遊甚至到放棄任務的程度。

### supernova
學院第一的實力派組合，被視為Ray的後繼者。等級：黑階。概念是「想要比任何人、任何人都更『強烈』地發光發熱」。於動畫第2話中舉辦魔法演唱會演唱「藍色的衝動」。
月（Yue，聲：櫻木夕）
年齡：17歲、生日：1月25日、身高：164cm、三圍：84/56/83、血型：AB型、出身：龍都
龍都的公主。初次見面就對緹亞拉表現相當不滿。
米露菲（Millefeuille，聲：奥紗瑛子）
年齡：17歲、生日：3月6日、身高：156cm、三圍：90/61/87、血型：A型、出身：マルルセイユ
費歐娜（Fiona，聲：伊藤遙香）
年齡：17歲、生日：1月6日、身高：162cm、三圍：76/53/77、血型：B型、出身：フィレンツァ
繪畫社的成員。

### 花為乙女
花為乙女（この花は乙女），來自大和的三姊妹，曲風為和風搖滾。等級：赤階。開場白：「即便將面臨消散逝去的命運，吾等仍會以一曲琴線歌綻放盛開，將戀之歌奉獻於你」。於動畫第4話中舉辦魔法演唱會演唱「唐紅Night Fever」。
椿（ツバキ，Tsubaki）
配音員 - 鈴木亜理沙
年齡：17歲、生日：12月6日、身高：164cm、三圍：90/58/86、血型：B型、出身：大和
三姊妹中的長女。擅長使用魔法弓箭。是個會隨身攜帶妹妹們的內衣褲的重度妹控。
撫子（ナデシコ，Nadeshiko）
配音員 - 本泉莉奈
年齡：15歲、生日：6月9日、身高：159cm、三圍：82/56/80、血型：B型、出身：大和
三姊妹中的次女。對搖滾有狂熱愛好。
楓（カエデ，Kaede）
配音員 - 大野柚布子
年齡：13歲、生日：5月5日、身高：142cm、三圍：69/52/69、血型：A型、出身：大和
三姊妹中的么女。擅長使用紙人式神。喜歡占卜。

### IV KLORE
夢魔、魔律人偶、狼人、幽靈，具備和人類不同的妖異魅力的亞人組合。等級：黑階。於動畫第6話中演唱「Midnight Sapphire」。
艾蜜莉亞（エミリア，Emilia）
配音員 - 星乃葉月
年齡：16歲、生日：10月30日、身高：164cm、三圍：91/57/88、血型：A型、出身：ドルトガルド
夢魔的大小姐，碰到他的身體會受「能量吸收」影響，被吸走精力而失去意識，本人無法控制這個能力。
艾兒法（あるふぁ，α）
配音員 - 嶺内智美
年齡：16歲（精神年齡設定）、生日：11月1日、身高：154cm、三圍：83/58/81、血型：不明、出身：ドルトガルド
艾蜜莉亞的女僕。魔律人偶，可以用魔法自在地操縱頭髮。
賽露莎（サルサ，Salsa）
配音員 - 篠原侑
年齡：13歲、生日：3月20日、身高：141cm、三圍：70/53/73、血型：B型、出身：ドルトガルド
狼人少女。身體能力、聽覺及嗅覺都很優秀，因為是亞人所以可以若無其事地吃下對人類有毒的蘑菇。
嘉奈特（ガーネット，Garnet）
配音員 - 中山瑶子
年齡：15歲、生日：7月26日、身高：155cm、三圍：84/57/83、血型：O型、出身：不明
沒有身為幽靈自覺的少女，非常想交到朋友。似乎很喜歡艾蜜莉亞，表達感情的方式相當奇特。於動畫第五話登場，造成森林中的靈異現象。有一位名為瑪麗安娜的洋娃娃陪伴。

### Ray
由維爾蘭德第一公主率領，留下無數功績的傳說中的團體。概念是「來、一起走吧。傳遞『奇蹟』！」。
伊莉莎（エリザ，Eliza）
配音員 - 花澤香菜
年齡：17歲（解散時）、生日：4月30日、身高：165cm、三圍：85/57/84、血型：AB型、出身：維爾蘭德
緹雅拉的姊姊，解散後擔任維爾蘭德的女王。反對緹亞拉就讀芙洛拉。
克蘿伊（クロエ，Chloe）
配音員 - 南條愛乃
年齡：17歲（解散時）、生日：4月2日、身高：162cm、三圍：90/58/87、血型：A型、出身：マルルセイユ
現在為芙洛拉女子學院的理事長。似乎以前有中二病
安潔（あんじぇ，Angel）
配音員 - 雨宮夕夏
年齡：15歲（解散時）、生日：6月12日、身高：139cm、三圍：66/52/67、血型：AB型、出身：維爾蘭德
「Sadstic★Candy」的安潔莉卡三年前的樣子。
卡蜜拉（カミラ（Camilla）
配音員 - 上坂堇
年齡：18歲（解散時）、生日：8月21日、身高：169cm、三圍：78/56/81、血型：B型、出身：ドルトガルド
讓葉（ユズリハ，Yuzuriha）
配音員 - 佐倉綾音
年齡：18歲（解散時）、生日：11月29日、身高：146cm、三圍：83/54/78、血型：O型、出身：大和
芭蕾社的創立者。和小學生一樣嬌小。

### 其他登場人物
梅麗莎（メリッサ）
配音員 - 石原千尋、等級：青階
帶著圓框眼鏡的園藝社社員。
莉莉（リリ）
配音員 - 町田美優、等級：青階
跟可可髮型稍微不同的雙胞胎姊姊。能夠使用一瞬間跟可可交換位置的魔法。
可可（ココ）
配音員 - 宍戸智恵、等級：青階
莉莉的雙胞胎妹妹。個性內向，對運動不拿手。

## 電視動畫

### 製作
- 原作：Project PARALLEL
- 監督：畑博之
- 系列構成、編劇：土田霞、朝野始
- 角色草案：U35
- 動漫角色設計、製圖總監：池上太郎
- 道具設計：岩永悦宜（日语：岩永悦宜）
- 色彩設計：古市裕一
- 美術設定：宮野隆
- 美術監督：山本陽一朗
- CG監督：五島卓二
- 撮影監督：岩井和也
- 編輯：坪根健太郎（日语：坪根健太郎）
- 聲音監督：納谷僚介
- 音樂：寶野聰史（日语：宝野聡史）
- 音樂監製：小山剛史
- 音樂製作：JVC建伍胜利娱乐
- 聲音製作：スタジオマウス（日语：STUDIO MAUSU）
- 首席製片人：黒須礼央、瀬戸優、三坂泰二、万木壮、土屋慎一、劉俊文
- 製片人：福永佳祐、横山憲二郎、神長敬祐、本橋健太、田中智博、小坂純、谷本千明、金千、大上裕真
- 動畫製作人：中谷諭史
- 動畫製作：橫濱動畫研究所（日语：横浜アニメーションラボ）
- 製作：TEAM Lapis Re:LiGHTs（NBC環球娛樂、KLab株式會社、KADOKAWA、JVC建伍勝利娛樂、スタジオマウス、株式会社レッグス、JY Animation）

### 主題曲
片頭曲
「私たちのSTARTRAIL」
片頭曲。作詞：松原さらり、作曲・編曲：南田健吾、歌：LiGHTs、IV KLORE、花為乙女、口袋甜心、Sadistic★Candy、supernova。第12話未使用。
片尾曲
「プラネタリウム」
片尾曲。作詞・作曲・編曲：秋浦智裕，歌：LiGHTs。
「Midnight Sapphire」
第6話片尾曲。作詞：石川絵理、作曲：小高光太郎、UiNA，編曲：小高と石倉誉之，歌：IV KLORE。
「私の名：、光。」
第10話片尾曲。作詞：y0c1e，作曲・編曲：佐藤陽介，y0c1e、彦田元氣，歌：LiGHTs。
「A.R.I.A」
第1話插曲、第12話片尾曲。作詞：AO，作曲：前澤之伯，編曲：鴇沢直，歌：LiGHTs。
插曲
「アオノショウドウ」
第2話插曲。作詞・作曲・編曲：ヒゲドライバー，歌：supernova。
「からくれ*ナイトフィーバー」
第4話插曲。作詞：佐藤サビオ，作曲・編曲：adstlaxy，歌：花為乙女。
「ポジティブ★パラダイス」
第5話插曲。作詞：昆真由美，作曲：小野貴光，編曲：玉木千尋，歌：Sadistic★Candy。
「わがままキャラメリゼ」
第7話插曲。作詞：佐藤サビオ，作曲・編曲：zakbee，歌：シュガーポケッツ。
「700,000,000,000,000,000,000,000の空で」
第8話插曲。作詞・作曲・編曲：かめりあ，歌：LiGHTs。
「Are Many Chance!!!」
第12話插曲。作詞・作曲・編曲：神谷礼，歌：Sadistic★Candy。
「いのち短し、繚乱乙女」
第12話插曲。作詞：AO，作曲：Kurioとツカダタカシゲ，編曲：ツカダタカシゲ，歌：花為乙女。
「シャノワール」
第12話插曲。作詞・作曲・編曲：萩龍一，歌：シュガーポケッツ。
「禁忌の寓話」
第12話插曲。作詞・作曲：マチゲリータ（Schwarz†Ende），編曲：Powerless（Schwarz†Ende），歌：IV KLORE。
「RISE」
第12話插曲。作詞・作曲・編曲：DJ'TEKINA//SOMETHING，歌：supernova。
「Your Lights」
第12話插曲。作詞・作曲・編曲：かめりあ，歌：LiGHTs。
「HYBRID」
第12話插曲。作詞・作曲：ヒゲドライバー，編曲：ヒゲドライバー、TAKU INOUE，歌：Ray。

### 集數列表
| 集數 | 原文標題             | 中文标题       | 劇本          | 分鏡               | 演出                | 作畫監督                                                            | 首播日期 （2020年） |
| ---- | -------------------- | -------------- | ------------- | ------------------ | ------------------- | ------------------------------------------------------------------- | ------------------- |
| I    | Legendary academy    | 传说级学院     | 土田霞 朝野始 | 畑博之             | 畑博之              |                                                                     | 7月4日              |
| II   | Accord chase         | 与我追寻       | 土田霞 朝野始 | 畑博之             | 安部元宏            | 坪田慎太郎、河西睦月、黑岩裕美 三浦菜奈、西村彩                     | 7月11日             |
| III  | Plucky bump          | 勇气躲避球     | 土田霞 朝野始 | 中津環             | 中津環              | 王國年                                                              | 7月18日             |
| IV   | Identity             | 定义我心       | 土田霞 朝野始 | 畑博之、宇和野步   | 宇和野步            | 佐藤天昭、嵩本樹                                                    | 7月25日             |
| V    | Sunny day            | 明媚的一天     | 土田霞 朝野始 | 新留俊哉           | 安部元宏            | 伊藤良明、河島久美子、淺井昭人、大橋勇吾 王國年、應地千晶、佐藤天昭 | 8月1日              |
| VI   | Ruin Explorers       | 遺跡探索       | 土田霞 朝野始 | 武市直子、畑博之   | 武市直子            | 應地千晶、橋本有加、                                                | 8月8日              |
| VII  | Luminous hope        | 希望的曙光     | 土田霞 朝野始 | 安部元宏、宇和野步 | 安部元宏            | 王國年                                                              | 8月15日             |
| VIII | Instinct olquestra   | 為魔力舞台而生 | 土田霞 朝野始 | 長町英樹           | 石郷岡範和          | 嵩本樹 池上たろう 王國年                                            | 8月22日             |
| IX   | Gradience            | 遞進           | 土田霞 朝野始 | 宇和野歩           | 宇和野歩            | 武藤信宏 相澤秀亮                                                   | 8月29日             |
| X    | Honorable princess   | 尊貴的公主     | 土田霞 朝野始 | 中津環 畑博之      | 熨斗谷充孝 安部元宏 | 應地千晶 橋本有加 嵩本樹 河田泉 池上たろう                          | 9月5日              |
| XI   | Top concern          | 當務之急       | 土田霞 朝野始 | 蔡欣亞             | 蔡欣亞              | 飯飼一幸 五十子忍 田之上慎 成松義人 服部憲知 柳孝相                 | 9月12日             |
| XII  | Specificity ornament | 獨一無二的飾品 | 土田霞 朝野始 | 畑博之             | 畑博之              | 池上たろう                                                          | 9月19日             |

## 外部連結
- 官方網站 （页面存档备份，存于）（日語）
- 電視動畫官方網站 （页面存档备份，存于）（日語）